# Ерика Суайлър
Ерика Суайлър (на английски: Erika Swyler) е американска художничка и писателка на произведения в жанра научна фантастика и фентъзи.

## Биография и творчество
Ерика Суайлър е родена в Лонг Айлънд, САЩ. Израства на северния бряг на острова. Завършва гимназия „Милър Плейс“ през 1997 г. Следва в училището по изкуства „Tisch“ на Нюйоркския университет.
Първият ѝ роман „Книга на тайните“ е издаден през 2015 г. Главният герой Саймън Уотсън работи в западаща библиотека и живее в порутена къща, надвиснала от скалистия бряг над морските вълни. Един ден на прага си мъж намира увредена от водата стара книга, в която открива имената на жени от рода си, удавили се съвсем млади на една и съща дата – 24 юли. Изпълненият с тайни дневник открива една след друга загадъчни истории, въпроси и опасения с наближаващата дата. Книгата е вдъхновяваща история за силата на книгите, семейството и магията. Тя е илюстрирана от самата нея. Романът става бестселър в списъка на „Ню Йорк Таймс“ и я прави известна.
Нейни есета и кратка белетристика са публикувани в „Catapult“, „Literary Hub“, VIDA, „Ню Йорк Таймс“ и в други издания.
Ерика Суайлър живее със семейството си на Лонг Айлънд.

## Произведения

### Самостоятелни романи
- The Book of Speculation (2015)
Книга на тайните, изд.: „Софтпрес“, София (2015), прев. Нели Лозанова
- The Mermaid Girl (2016)
- Light from Other Stars (2019)